# Historia de Lituania

Fronteras históricas de Lituania.

Los primeros lituanos o liths fueron una rama del antiguo grupo conocido como los baltos, entre cuyas tribus se incluían también los prusianos originales y los letones. Estas tribus bálticas no se vieron influidas de forma directa por el Imperio romano pero mantuvieron contactos comerciales (Ruta del ámbar). Los lituanos construyeron un estado que duró durante buena parte de los últimos diez siglos y los letones se constituyeron en estado en el siglo XX, mientras que las tribus prusianas desaparecieron en el siglo XVIII.
La historia de Lituania se remonta a asentamientos fundados hace al menos diez milenios, pero el primer registro escrito del nombre para el país se remonta al año 1009 d. C.. Los lituanos, uno de los pueblos bálticoss, conquistaron más tarde las tierras vecinas y establecieron el Gran Ducado de Lituania en el siglo XIII (y también un efímero Reino de Lituania). El Gran Ducado fue un estado guerrero exitoso y duradero. Se mantuvo ferozmente independiente y fue una de las últimas zonas de Europa en adoptar el cristianismo (a principios del siglo XIV). Formidable potencia, se convirtió en el mayor estado de Europa en el siglo XV extendiéndose desde el Mar Báltico hasta el Mar Negro, mediante la conquista de grandes grupos de eslavos orientales que residían en Rutenia. En 1385, el Gran Ducado formó una unión dinástica con Polonia a través de la Unión de Krewo. Más tarde, la Unión de Lublin (1569) creó la Mancomunidad polaco-lituana que duró hasta 1795, cuando la última de las Particiones de Polonia borró del mapa político tanto a la Lituania independiente como a Polonia. Tras la disolución, los lituanos vivieron bajo el dominio del Imperio ruso hasta el siglo XX, aunque hubo varias rebeliones importantes, especialmente en 1830-1831 y 1863.
El 16 de febrero de 1918, Lituania se restableció como Estado democrático. Permaneció independiente hasta el comienzo de la Segunda Guerra Mundial, cuando fue ocupada por la Unión Soviética en virtud del Pacto Molotov-Ribbentrop. Tras una breve ocupación por la Alemania nazi después de la guerra nazi contra la Unión Soviética, Lituania volvió a ser absorbida por la Unión Soviética durante casi 50 años. En 1990-1991, Lituania restauró su soberanía con la Declaración de Independencia de Lituania de 1990. Lituania ingresó en la alianza OTAN en 2004 y en la Unión Europea en el marco de la su ampliación en 2004.

## Antes de la creación del Estado

### Colonización temprana

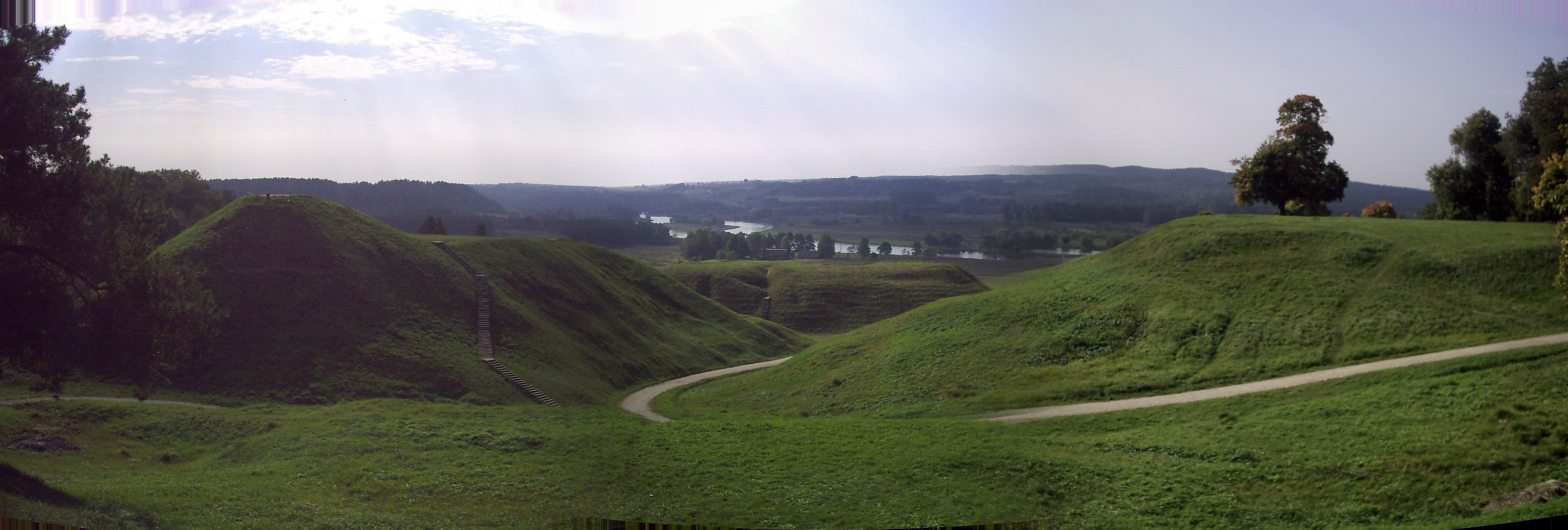
Kernavė Mounds

Los primeros humanos llegaron al territorio de la actual Lituania en la segunda mitad del X milenio a. C., después de que los glaciares retrocedieran al final del  último periodo glaciar. Según la historiadora Marija Gimbutas, estos pueblos procedían de dos direcciones: la Jutlandia Península y de la actual Polonia. Traían dos culturas diferentes, como demuestran las herramientas que utilizaban. Eran cazadores itinerantes y no formaban asentamientos estables. En el VIII milenio a. C., el clima se volvió mucho más cálido y se desarrollaron los bosques. Los habitantes de la actual Lituania viajaban menos y se dedicaban a la caza, la recolección y la pesca de agua dulce. Durante los milenios VI-V a. C. se domesticaron diversos animales y las viviendas se hicieron más sofisticadas para albergar a familias más numerosas. La agricultura no apareció hasta el III milenio a. C. debido a la dureza del clima y del terreno y a la falta de herramientas adecuadas para cultivar la tierra. La artesanía y el comercio también empezaron a formarse en esta época.
Los hablantes del indoeuropeo del noroeste podrían haber llegado con la Cultura de la cerámica cordada alrededor del 3200/3100 a. C.

### Tribus bálticas
.
.

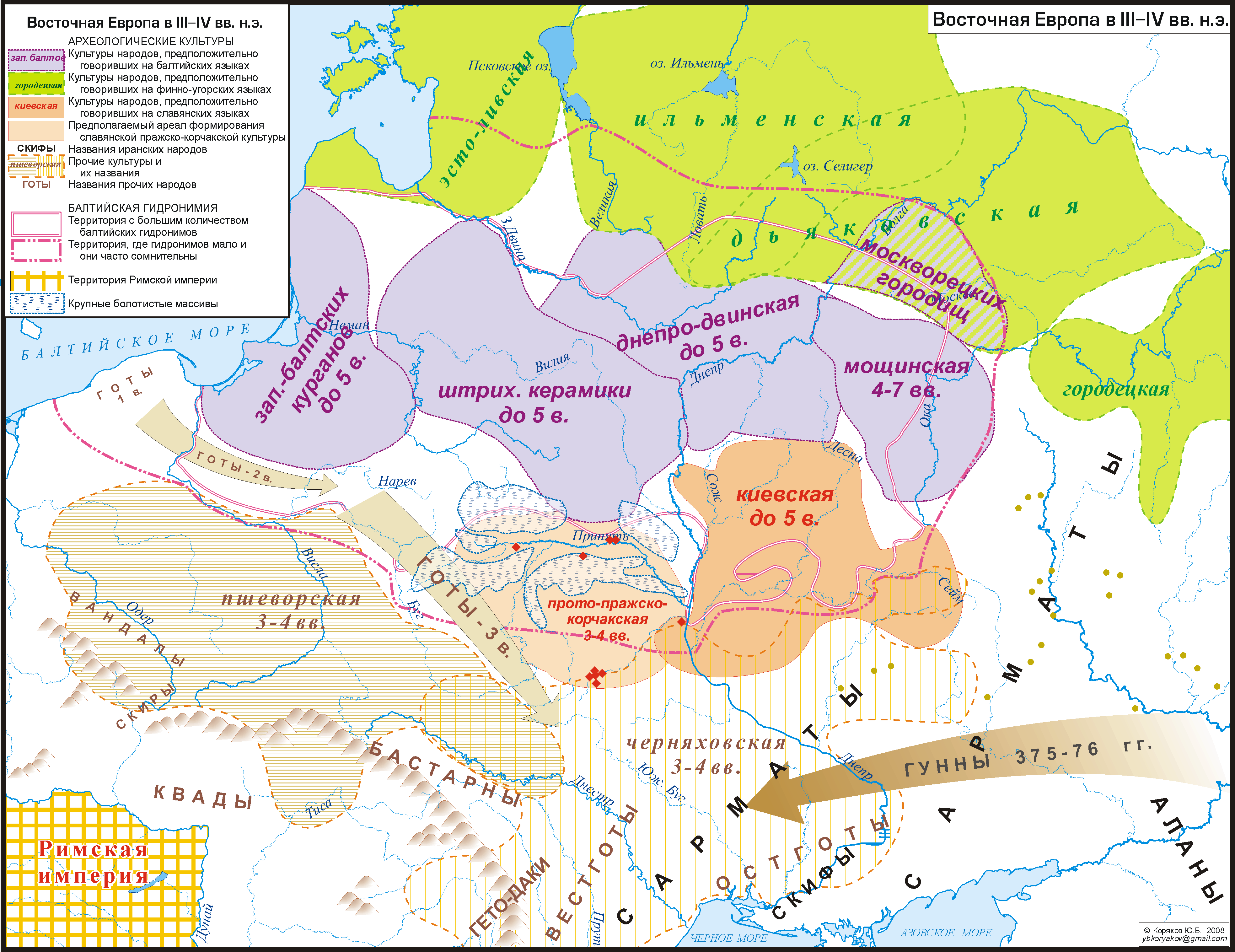
Mapa de las antiguas tierras bálticas en la época de las invasiones hunas (s. III-IV d. C.). Las áreas culturales bálticas (identificadas arqueológicamente) aparecen en morado. La esfera báltica abarcaba originalmente Europa oriental, desde el mar Báltico hasta el actual Moscú

Tribus bálticas hacia 1200, en la vecindad a punto de enfrentarse a la conversión y conquistas de los Caballeros Teutónicos; nótese que el territorio báltico se extendía mucho tierra adentro

Los primeros lituanos eran una rama de un antiguo grupo conocido como bálticos. Las principales divisiones tribales de los bálticos eran los  antiguos prusianos y yotvingios del Báltico occidental, y los lituanos y latvianos del Báltico oriental. Los bálticos hablaban formas de las lenguas indoeuropeas. En la actualidad, las únicas nacionalidades bálticas que quedan son los lituanos y los letones, pero en el pasado había más grupos o tribus bálticas. Algunos de ellos se fusionaron con los lituanos y letones (samogitios, selonios, curonios, semigalianos), mientras que otros dejaron de existir tras ser conquistados y asimilados por el Estado de la Orden Teutónica (antiguos prusianos, yotvingios, sambianos, escalvianos y galindios).
Las  tribus bálticas no mantuvieron estrechos contactos culturales ni políticos con el Imperio romano, pero sí comerciales (véase Ruta del ámbar). Tácito, en su estudio Germania, describió a los Aesti, habitantes de las costas surorientales del Mar Báltico que probablemente eran bálticos, hacia el año 97 d. C. Los bálticos occidentales se diferenciaron y fueron conocidos primero por los cronistas de fuera. En el siglo II d. C., Ptolomeo conocía a los galindios y yotvingios, y los cronistas de la Alta Edad Media mencionaban a los prusianos, curonios y semigalianos.
Lituania, situada a lo largo de la cuenca baja y media del río Neman, comprendía principalmente las regiones culturalmente diferentes de Samogitia (conocida por sus enterramientos de esqueletos altomedievales), y más al este Aukštaitija, o Lituania propiamente dicha (conocida por sus enterramientos de cremación altomedievales). La zona era remota y poco atractiva para los forasteros, incluidos los comerciantes, lo que explica su identidad lingüística, cultural y religiosa separada y su tardía integración en las pautas y tendencias europeas generales.
.

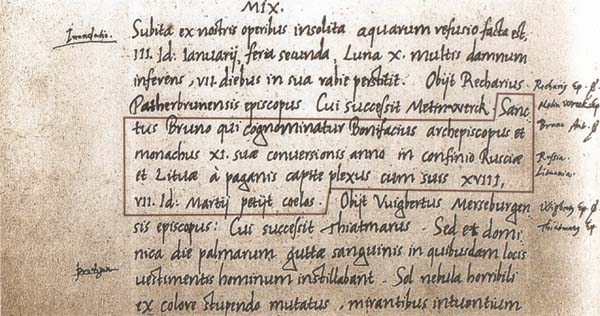
El nombre de Lituania escrito por primera vez en 1009, en los anales de la Abadía de Quedlinburg, Alemania

La lengua lituana se considera muy conservadora por su estrecha conexión con las raíces indoeuropeas. Se cree que se diferenció de la lengua letona, la lengua existente más estrechamente relacionada, alrededor del siglo VII. La Costumbres y mitología paganas lituanas tradicional, con muchos elementos arcaicos, se conservó durante mucho tiempo. Los cuerpos de los gobernantes eran incinerados hasta la cristianización de Lituania: se conservan las descripciones de las ceremonias de incineración de los grandes duques Algirdas y Kęstutis.
Se cree que la tribu lituana se desarrolló de forma más reconocible hacia finales del primer milenio. La primera referencia conocida a Lituania como nación ("Litua") procede de los Anales del monasterio de Quedlinburg, fechados el 9 de marzo de 1009. En 1009, el misionero Bruno de Querfurt llegó a Lituania y bautizó al gobernante lituano "Rey Nethimer. "

### Formación del Estado lituano

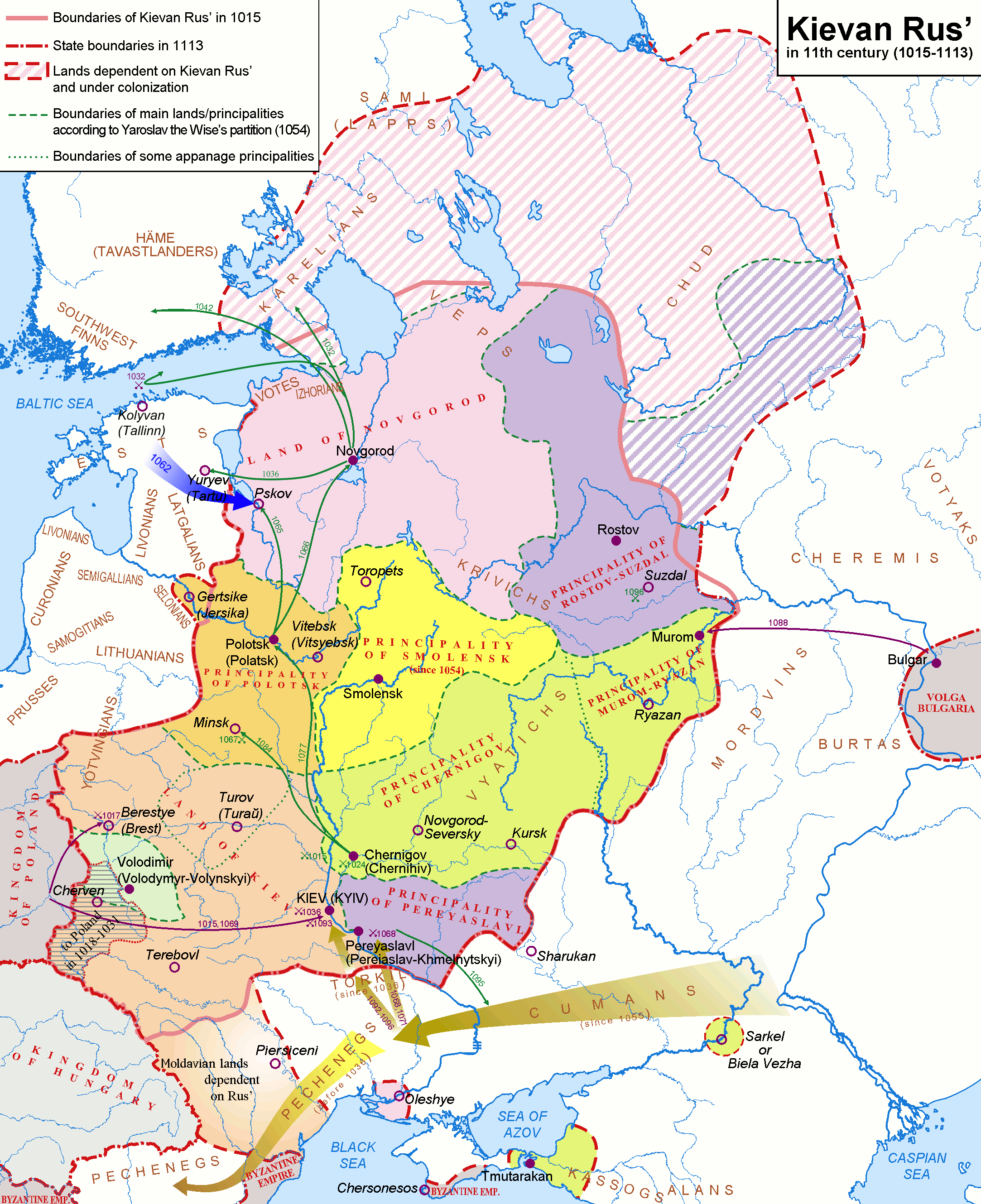
Tribus al este del Báltico: Rus de Kiev

Entre los siglos IX y XI, los bálticos costeros sufrieron las incursiones de los vikingos, y los reyes de Dinamarca cobraron tributo en ocasiones. Durante los siglos X-XI, los territorios lituanos se encontraban entre las tierras que pagaban tributo a la Rus de Kiev, y Yaroslav el Sabio se encontraba entre los gobernantes de Rutenia que invadieron Lituania (a partir de 1040). A partir de mediados del siglo XII, fueron los lituanos quienes invadieron los territorios rutenos. En 1183, Polotsk y Pskov fueron asoladas, e incluso la lejana y poderosa República de Nóvgorod se vio amenazada en repetidas ocasiones por las excursiones de la emergente maquinaria bélica lituana hacia finales del siglo XII.
En el siglo XII y posteriormente, se produjeron esporádicamente incursiones mutuas en las que participaban fuerzas lituanas y polacas, pero los dos países estaban separados por las tierras de los yotvingios. A finales del siglo XII se produjo una expansión hacia el este de los colonos alemanes (la Ostsiedlung) hasta la desembocadura del río Daugava. Los enfrentamientos militares con los lituanos se sucedieron en esa época y en el cambio de siglo, pero por el momento los lituanos llevaban las de ganar.
Desde finales del siglo XII, existía una fuerza militar lituana organizada; se utilizaba para incursiones externas, saqueos y la recolección de esclavos. Estas actividades militares y pecuniarias fomentaron la diferenciación social y desencadenaron una lucha por el poder en Lituania. Esto inició la formación de un estado primitivo, a partir del cual se desarrolló el Gran Ducado de Lituania.

## Edad Media
Las primeras referencias conocidas a Lituania como nación (Litua) provienen de los Anales de Quedlinburg fechados el 14 de febrero del año 1009.
El territorio que actualmente corresponde a Lituania se remonta en sus orígenes políticos al siglo XIII como estado medieval, que se formó como consecuencia de la amenaza de los cruzados, recién instalados en el territorio de la actual Letonia. Fue primero un gran ducado independiente, incluso en 1253 fue proclamado reino, ya que el gran duque Mindaugas recibió la corona del Papa, aunque el país no fue cristianizado. Desde 1316 fue gobernada por la dinastía Gedimínida. Desde 1389 se unió con Polonia en virtud de la unión dinástica de los dos estados. En 1410, en la Batalla de Grunwald (Zalgiris en lituano), derrotaron el ejército de los cruzados, terminando con el intento de dominio alemán que había durado dos siglos.

## Siglos XVI al XIX

División provincial de la moderna república de Lituania tras su anexión por el Imperio ruso, con el nombre de gobernación de Lituania.

La segunda parte de la unión con Polonia se produjo en 1569, convirtiéndose así en el país más grande de Europa (la República de las Dos Naciones). Según el sistema de unión de los dos países, Lituania pudo conservar un gobierno propio. Luego, fue gradualmente debilitándose, aunque su ejército fue el único que acudió en ayuda de Viena en el momento de asedio por los turcos en 1683 y la salvó. 
Posteriormente, en 1795, quedó incorporada a Rusia durante el reinado de Catalina II de Rusia|Catalina II]], tras un proceso de desintegración que duró todo el siglo XVIII. Aunque se produjeron dos grandes revueltas populares contra el Imperio ruso en 1831 y 1863, no consiguió liberarse.
Durante la segunda mitad del siglo XIX el gobierno ruso, como parte de su proceso de rusificación, prohibió la publicación de libros lituanos en alfabeto latino. Esto dio lugar al movimiento de los contrabandistas de libros lituanos, que se convirtió en una parte de la resistencia lituana.

## SigloXX

División provincial de la moderna república de Lituania durante el periodo zarista, entre 1867 y 1914.

Entre 1915 y 1918, durante la Primera Guerra Mundial, fue ocupada por Alemania. El 16 de febrero de 1918 declaró su independencia a consecuencia de la revolución rusa (1917), separándose del Imperio de Nicolás II de Rusia.
La primera amenaza sobre Lituania la constituyó una invasión de la Rusia soviética, que ocupó la mitad oriental del país. El gobierno, ubicado en Kaunas, envió a su ejército, formado bajo auspicio alemán, a luchar contra los bolcheviques a inicios de 1919. Grupos de mercenarios alemanes liderados por Rüdiger von der Goltz, ayudaron a los lituanos a repeler a los bolcheviques, que querían esparcir la revolución mundial. El 27 de febrero, los bolcheviques proclamaron la República Socialista Soviética Lituano-Bielorrusa, pero tuvieron que abandonar Vilna el 19 de abril, debido al avance del ejército polaco en la región. Desde entonces, Lituania reclamó Vilna como su capital histórica, aunque quedó bajo control polaco.
La derrota bolchevique a mediados de 1919, significó el cambio de rumbo de los voluntarios alemanes, que se unieron a las fuerzas de Pável Bermondt-Aválov. Bermondt había recibido permiso y recursos de Alemania para tomar prisioneros de guerra rusos y enviarlos a luchar contra los bolcheviques, principalmente en Letonia. Con los bolcheviques en retirada, los hombres en Bermondt tomaron el control de diversas regiones en Letonia y Lituania, incluyendo Riga, pero las fuerzas nacionales de los países bálticos lograron expulsarlos a finales de 1919.
Durante la Guerra Polaco-Soviética, Vilna fue capturada por el Ejército Rojo. Después de la Batalla de Varsovia, los soviéticos se retiraron de Polonia, y entregaron el control de Vilna a Lituania. Además, el 12 de junio de 1920, los rusos reconocieron la independencia de Lituania, y su derecho a la región de Vilna. Bielorrusia y Polonia no aceptaron esto. 
Después de la breve guerra polaco-lituana, donde los polacos ocuparon la mayoría de los territorios disputados, se acordó un cese del fuego. No obstante, el general polaco Lucjan Żeligowski no lo respetó, y se hizo con Vilna, declarando la República de Lituania Central el 12 de octubre de 1920, un estado títere polaco. El 22 de marzo de 1922, esta república fue anexada a Polonia, decisión que no fue reconocida por Lituania.
El 23 de marzo de 1939, Alemania ocupó Mémel, hasta entonces bajo control lituano y obligó al gobierno de Kaunas a firmar un tratado de no agresión. Después de la invasión soviética de Polonia de 1939, Vilna fue devuelta a Lituania por los soviéticos 10 de octubre.
Siguiendo la cláusula secreta del pacto Mólotov-Ribbentrop, la Unión Soviética ocupó Lituania el 15 de junio de 1940, después de que el gobierno lituano cediera ante un ultimátum soviético. El 21 de julio, Lituania fue incluida en la Unión Soviética bajo el nombre de República Socialista Soviética de Lituania.
El  14 de junio de 1941 las fuerzas ocupantes soviéticas deportaron a unas 18000 personas, de las cuales un tercio niños. Los hombres jóvenes fueron enviados a campos de trabajo forzado y los niños, ancianos y mujeres fueron enviados a Siberia.

### Ocupación nazi
Fue ocupada por los alemanes durante la Segunda Guerra Mundial. Los lituanos recibieron bien a los alemanes y les ayudaron a que la gran población judía lituana fuera perseguida y exterminada por los nazis durante la ocupación, siendo asesinados unos 100.000 judíos en toda Lituania, 70.000 solamente en Vilna. 

### Anexión a la Unión Soviética
Hacia mediados de 1944, el Ejército Rojo inició la captura de Lituania. Después de la batalla de Memel, Lituania quedó bajo control ruso, a pesar de la resistencia de guerrillas (llamadas "misko broliai"), que duró desde la ocupación alemana hasta 1953.
Lituania, Letonia y Estonia eran las zonas más desarrolladas de la URSS debido al nivel de desarrollo que ya habían traído.[cita requerida]
Entre el 24 y el 25 de marzo de 1949 las autoridades de Moscú realizaron una nueva deportación masiva de los países bálticos. Unas 33000 personas, muchas mujeres y muchos niños, fueron deportados.
A 13 km al noreste de Šiauliai se encuentra un símbolo de resistencia a la opresión: El Cerro de las Cruces. Desde 1961 los bulldozers soviéticos la destruyeron constantemente, pero finalmente cuenta con más de 50.000 cruces.

#### Tiempo post-Stalin
Se estima que en los años sesenta los países bálticos consiguieron llegar de nuevo al nivel de vida que tenían antes de la Guerra. Aun así, su nivel era inferior al de países socialistas occidentales como Polonia, Checoslovaquia y Hungría.

### Proceso de independencia
En 1988, se formó el Movimiento Lituano por la perestroika, Sąjūdis, que triunfó en las elecciones legislativas de la Unión Soviética de 1989. En ese año se establece el lituano como lengua oficial. En 1990, Vytautas Landsbergis fue elegido presidente, proclamando la independencia el 11 de marzo de 1990. Hubo una dura réplica soviética (ocupación militar de Vilna) que forzó la pacífica pero unánime reacción popular en lo que se dio en llamar Revolución Cantada. El 13 de enero de 1991, las tropas soviéticas atacaron a los ciudadanos desarmados en un intento de tomar bajo control militar la torre de la televisión, donde fueron asesinadas 13 personas y heridos más de 200. Los lituanos y Occidente culparon a las fuerzas soviéticas de la masacre, mientras los oficiales soviéticos negaron su autoría. Según el periodista español Rafael Poch en el año 2000 el político Audrius Butkevičius, uno de los líderes del movimiento independentista lituano Sąjūdis declaró que habían sido sus fuerzas, y no las soviéticas, las que habían disparado contra los manifestantes, con intención de culpar a la URSS mediante una guerra psicológica. Esta posición ha sido refutada en múltiples ocasiones. El político Algirdas Paleckis, hijo de un diplomático soviético, también declaró cosas semejantes, fue llevado a juicio y declarado culpable por negar la agresión soviética.
En relación con estos sucesos, el oficial ruso de la KGB Mijail Golovatov fue buscado como criminal de guerra con una orden de detención europea. El 14 de julio de 2011 fue detenido en el aeropuerto Wien-Schwechat en Austria. Pero el gobierno austriaco liberó al ruso porque según el ministerio de relaciones exteriores de Austria las informaciones de Lituania eran demasiado "vagas". Esto condujo a tensiones diplomáticas entre Lituania y Austria.
Un nuevo proceso contra otros responsables aun en vida fue comenzado en Vilna en enero de 2016 y concluyó en 2019 con el enjuiciamiento de 67 personas que viven en Rusia, Ucrania y Bielorrusia. El gobierno ruso inició a su vez una serie de juicios contra los jueces lituanos que habían investigado el caso. Ante esto el Parlamento Europeo emitió una condena a las presiones rusas de influir en la justicia en Lituania.
Lituania siguió su camino de independencia y, como castigo, en agosto de mismo año, las fuerzas especiales soviéticas asesinaron a siete funcionarios de la recién creada aduana de Lituania, disparándoles a todos en la cabeza. 

### Lituania de nuevo independiente
Tras el fallido golpe de Estado de agosto de 1991 en Moscú, la independencia del país fue reconocida internacionalmente y aceptada por Moscú.
Desde el 1 de mayo de 2004 forma parte de Unión Europea.
Dalia Grybauskaitė (2009–2019) se convirtió en la primera mujer Presidente de Lituania. En 2019 Gitanas Nausėda es elegido presidente.
A partir de 2017 con Rail Baltica se construye estructura ferroviaria que conectará Lituania con los otros países bálticos y con Finlandia hacia el Norte y con Polonia y el resto de la Unión Europea.
En 2022 Lituana alcanzaba el PIB per cápita de España. La renta per cápita de Lituania ha crecido un 52% entre 2007 y 2022.